# 島根県第2区
島根県第2区（しまねけんだい2く）は、日本の衆議院における選挙区。1994年（平成6年）の公職選挙法改正で設置。2002年（平成14年）と2022年（令和4年）に区割りの変更が行われた。

## 区域

### 現在の区域
2022年（令和4年）公職選挙法改正以降の区域は以下のとおりである。出雲市と雲南市の分割は解消された（雲南市全域は1区へ、出雲市全域は本区へ）ほか、飯石郡は本区から1区に変更された。
- 浜田市
- 出雲市
- 益田市
- 大田市
- 江津市
- 邑智郡
- 鹿足郡

### 2002年から2022年までの区域
2013年（平成25年）公職選挙法改正から2022年の小選挙区改定までの区域は以下のとおりである。
- 浜田市
- 出雲市（旧平田市域を除く）
- 益田市
- 大田市
- 江津市
- 雲南市（旧三刀屋町・吉田村・掛合町域）
- 飯石郡
- 邑智郡
- 鹿足郡

2002年（平成14年）公職選挙法改正から2013年の小選挙区改定までの区域は以下のとおりである。区割り改正の結果、新2区は島根県の3分の2を占める長大な範囲となり全国でも12位の広さを持つことになった。広さは京都府の総面積（4,613km2）とほぼ一致する。
- 浜田市
- 出雲市
- 益田市
- 大田市
- 江津市
- 飯石郡
- 簸川郡
- 邇摩郡
- 邑智郡
- 那賀郡
- 美濃郡
- 鹿足郡

### 2002年以前の区域
1994年（平成6年）公職選挙法改正から2002年の小選挙区改定までの区域は以下のとおりである。
- 出雲市
- 平田市
- 八束郡
  - 玉湯町
  - 宍道町
- 仁多郡
- 大原郡
- 飯石郡
- 簸川郡

## 歴史
島根県では俗に「竹下王国」と呼ばれるほど竹下登元首相の影響力が強い地域であり、選挙においても本人が選挙区入りせずとも後援会による選挙活動のみで勝利を収めてきた。小選挙区制が導入された後も竹下登とその後継候補である実弟の竹下亘の組織力が強く、野党候補は比例復活もできなかったが、2005年の第44回衆議院議員総選挙において自民党を離党した国民新党の亀井久興（2区に編入された旧島根3区を地盤としていた）が初めて比例復活した。さらに、青木幹雄元参議院議員会長（2区内の旧大社町出身）の勢力低下や2007年の参議院議員選挙での景山俊太郎元参院議員（同じく2区内の旧三刀屋町出身）落選など、自民党の力にも陰りが見え始めていた。
しかし2009年の第45回衆議院議員総選挙では自民党逆風の中、竹下亘が再選し前回比例復活した亀井の再度の比例復活を許さず、1区選出の自民党幹事長・細田博之も小選挙区で再選（ただし、所属政党の関係上細田は比例復活を許したが惜敗率は亀井が上回る）され、竹下王国の面目を保った。その後は2012年実施の第46回衆議院議員総選挙でも竹下が大差をつけて当選し、2010年・2013年の参議院議員選挙で自民党候補が連勝するなど、自民党回帰が鮮明になっている。
竹下亘は2021年に第49回衆議院議員総選挙に出馬せず政界引退することを表明したが、任期満了を目前にして現職国会議員のまま2021年9月17日に死去した。補欠選挙は実施されず、第205回国会を挟んで第49回衆議院議員総選挙まで島根2区は欠員となった。
岸田文雄で臨んだ第49回衆議院議員総選挙では、竹下亘の引退表明を受けて実施された公募によって選ばれた元島根県議の高見康裕が他候補に大差をつけて当選し、自民党の議席を守った。第50回衆議院議員総選挙でも大差で当選している。

## 小選挙区選出議員
| 選挙名                 | 年                 | 当選者   | 党派       | 備考   |
| ---------------------- | ------------------ | -------- | ---------- | ------ |
| 第41回衆議院議員総選挙 | 1996年（平成8年）  | 竹下登   | 自由民主党 | 旧区域 |
| 第42回衆議院議員総選挙 | 2000年（平成12年） | 竹下亘   | 自由民主党 | 旧区域 |
| 第43回衆議院議員総選挙 | 2003年（平成15年） | 竹下亘   | 自由民主党 |        |
| 第44回衆議院議員総選挙 | 2005年（平成17年） | 竹下亘   | 自由民主党 |        |
| 第45回衆議院議員総選挙 | 2009年（平成21年） | 竹下亘   | 自由民主党 |        |
| 第46回衆議院議員総選挙 | 2012年（平成24年） | 竹下亘   | 自由民主党 |        |
| 第47回衆議院議員総選挙 | 2014年（平成26年） | 竹下亘   | 自由民主党 |        |
| 第48回衆議院議員総選挙 | 2017年（平成29年） | 竹下亘   | 自由民主党 |        |
| 第49回衆議院議員総選挙 | 2021年（令和3年）  | 高見康裕 | 自由民主党 |        |
| 第50回衆議院議員総選挙 | 2024年（令和6年）  | 高見康裕 | 自由民主党 |        |

## 選挙結果
時の内閣：第1次石破内閣 解散日：2024年10月9日 公示日：2024年10月15日
当日有権者数：28万9113人 最終投票率：58.16%（前回比：3.69%） （全国投票率：53.85%（2.08%））
| 当落 | 候補者名 | 年齢 | 所属党派   | 新旧 | 得票数   | 得票率 | 惜敗率 | 推薦・支持 | 重複 |
| ---- | -------- | ---- | ---------- | ---- | -------- | ------ | ------ | ---------- | ---- |
| 当   | 高見康裕 | 44   | 自由民主党 | 前   | 99,829票 | 60.83% | ――     | 公明党推薦 | ○    |
|      | 大塚聡子 | 57   | 立憲民主党 | 新   | 49,302票 | 30.04% | 49.39% |            | ○    |
|      | 亀谷優子 | 38   | 日本共産党 | 新   | 14,983票 | 9.13%  | 15.01% |            |      |

時の内閣：第1次岸田内閣 解散日：2021年10月14日 公示日：2021年10月19日
当日有権者数：29万1649人 最終投票率：61.85%（前回比：0.13%） （全国投票率：55.93%（2.25%））
| 当落 | 候補者名 | 年齢 | 所属党派   | 新旧 | 得票数    | 得票率 | 惜敗率 | 推薦・支持 | 重複 |
| ---- | -------- | ---- | ---------- | ---- | --------- | ------ | ------ | ---------- | ---- |
| 当   | 高見康裕 | 41   | 自由民主党 | 新   | 110,327票 | 62.44% | ――     | 公明党推薦 | ○    |
|      | 山本誉   | 64   | 立憲民主党 | 新   | 52,016票  | 29.44% | 47.15% |            | ○    |
|      | 向瀬慎一 | 50   | 日本共産党 | 新   | 14,361票  | 8.13%  | 13.02% |            |      |

時の内閣：第3次安倍第3次改造内閣 解散日：2017年9月28日 公示日：2017年10月10日
当日有権者数：30万2782人 最終投票率：61.98%（前回比：1.56%） （全国投票率：53.68%（1.02%））
| 当落 | 候補者名 | 年齢 | 所属党派   | 新旧 | 得票数    | 得票率 | 惜敗率 | 推薦・支持                   | 重複 |
| ---- | -------- | ---- | ---------- | ---- | --------- | ------ | ------ | ---------------------------- | ---- |
| 当   | 竹下亘   | 70   | 自由民主党 | 前   | 123,332票 | 67.82% | ――     | 公明党推薦                   | ○    |
|      | 福原宗男 | 70   | 社会民主党 | 新   | 35,576票  | 19.56% | 28.85% | 民進党島根県総支部連合会推薦 | ○    |
|      | 向瀬慎一 | 46   | 日本共産党 | 新   | 22,938票  | 12.61% | 18.60% |                              |      |

時の内閣：第2次安倍改造内閣 解散日：2014年11月21日 公示日：2014年12月2日
当日有権者数：30万3849人 最終投票率：60.42%（前回比：6.6%） （全国投票率：52.66%（6.66%））
| 当落 | 候補者名 | 年齢 | 所属党派   | 新旧 | 得票数    | 得票率 | 惜敗率 | 推薦・支持 | 重複 |
| ---- | -------- | ---- | ---------- | ---- | --------- | ------ | ------ | ---------- | ---- |
| 当   | 竹下亘   | 68   | 自由民主党 | 前   | 123,584票 | 69.19% | ――     | 公明党推薦 | ○    |
|      | 山本誉   | 57   | 社会民主党 | 新   | 34,558票  | 19.35% | 27.96% |            | ○    |
|      | 向瀬慎一 | 43   | 日本共産党 | 新   | 20,479票  | 11.47% | 16.57% |            |      |

時の内閣：野田第3次改造内閣 解散日：2012年11月16日 公示日：2012年12月4日
当日有権者数：30万7126人 最終投票率：67.02% （全国投票率：59.32%（9.96%））
| 当落 | 候補者名 | 年齢 | 所属党派   | 新旧 | 得票数    | 得票率 | 惜敗率 | 推薦・支持 | 重複 |
| ---- | -------- | ---- | ---------- | ---- | --------- | ------ | ------ | ---------- | ---- |
| 当   | 竹下亘   | 66   | 自由民主党 | 前   | 135,270票 | 67.72% | ――     |            | ○    |
|      | 石田祥吾 | 32   | 民主党     | 新   | 48,046票  | 24.05% | 35.52% |            | ○    |
|      | 向瀬慎一 | 41   | 日本共産党 | 新   | 16,442票  | 8.23%  | 12.15% |            |      |

時の内閣：麻生内閣 解散日：2009年7月21日 公示日：2009年8月18日 （全国投票率：69.28%（1.77%））
| 当落 | 候補者名 | 年齢 | 所属党派   | 新旧 | 得票数    | 得票率 | 惜敗率 | 推薦・支持 | 重複 |
| ---- | -------- | ---- | ---------- | ---- | --------- | ------ | ------ | ---------- | ---- |
| 当   | 竹下亘   | 62   | 自由民主党 | 前   | 135,296票 | 54.91% | ――     |            | ○    |
|      | 亀井久興 | 69   | 国民新党   | 前   | 108,192票 | 43.91% | 79.97% |            | ○    |
|      | 相浦慎治 | 41   | 幸福実現党 | 新   | 2,925票   | 1.19%  | 2.16%  |            |      |

時の内閣：第2次小泉改造内閣 解散日：2005年8月8日 公示日：2005年8月30日 （全国投票率：67.51%（7.65%））
| 当落 | 候補者名 | 年齢 | 所属党派   | 新旧 | 得票数    | 得票率 | 惜敗率 | 推薦・支持 | 重複 |
| ---- | -------- | ---- | ---------- | ---- | --------- | ------ | ------ | ---------- | ---- |
| 当   | 竹下亘   | 58   | 自由民主党 | 前   | 127,118票 | 51.90% | ――     |            | ○    |
| 比当 | 亀井久興 | 65   | 国民新党   | 前   | 72,098票  | 29.44% | 56.72% |            | ○    |
|      | 小室寿明 | 44   | 民主党     | 新   | 34,999票  | 14.29% | 27.53% |            | ○    |
|      | 向瀬慎一 | 34   | 日本共産党 | 新   | 10,704票  | 4.37%  | 8.42%  |            |      |

- 亀井は3区の第42回限りの消滅にともない、第43回は比例単独候補で当選していた。
- 小室は第45回は1区に国替えし比例復活。

時の内閣：第1次小泉第2次改造内閣 解散日：2003年10月10日 公示日：2003年10月28日 （全国投票率：59.86%（2.63%））
| 当落 | 候補者名   | 年齢 | 所属党派   | 新旧 | 得票数    | 得票率 | 惜敗率 | 推薦・支持 | 重複 |
| ---- | ---------- | ---- | ---------- | ---- | --------- | ------ | ------ | ---------- | ---- |
| 当   | 竹下亘     | 57   | 自由民主党 | 前   | 145,555票 | 63.77% | ――     |            | ○    |
|      | 石田良三   | 71   | 民主党     | 新   | 50,951票  | 22.32% | 35.00% |            | ○    |
|      | 出島千鶴子 | 59   | 社会民主党 | 新   | 20,965票  | 9.19%  | 14.40% |            | ○    |
|      | 向瀬慎一   | 32   | 日本共産党 | 新   | 10,774票  | 4.72%  | 7.40%  |            |      |

時の内閣：第1次森内閣 解散日：2000年6月2日 公示日：2000年6月13日 （全国投票率：62.49%（2.84%））
| 当落 | 候補者名   | 年齢 | 所属党派   | 新旧 | 得票数    | 得票率 | 惜敗率 | 推薦・支持 | 重複 |
| ---- | ---------- | ---- | ---------- | ---- | --------- | ------ | ------ | ---------- | ---- |
| 当   | 竹下亘     | 53   | 自由民主党 | 新   | 112,774票 | 66.08% | ――     |            | ○    |
|      | 錦織淳     | 54   | 民主党     | 元   | 51,026票  | 29.90% | 45.25% |            | ○    |
|      | 佐々木洋子 | 49   | 日本共産党 | 新   | 6,857票   | 4.02%  | 6.08%  |            |      |

- 竹下登は選挙直前の6月19日に死去。実弟の亘が後継者となった。

時の内閣：第1次橋本内閣 解散日：1996年9月27日 公示日：1996年10月8日 （全国投票率：59.65%（8.11%））
| 当落 | 候補者名   | 年齢 | 所属党派     | 新旧 | 得票数   | 得票率 | 惜敗率 | 推薦・支持 | 重複 |
| ---- | ---------- | ---- | ------------ | ---- | -------- | ------ | ------ | ---------- | ---- |
| 当   | 竹下登     | 72   | 自由民主党   | 前   | 86,462票 | 54.35% | ――     |            | ○    |
|      | 錦織淳     | 51   | 新党さきがけ | 前   | 62,790票 | 39.47% | 72.62% |            |      |
|      | 佐々木洋子 | 45   | 日本共産党   | 新   | 9,822票  | 6.17%  | 11.36% |            |      |